# إلبا (نيويورك)
إلبا (بالإنجليزية: Elba, New York) هي بلدة أمريكية تقع في الولايات المتحدة في مقاطعة جينيسي. يقدر عدد سكانها بـ 2,370 نسمة .

## أعلام
- ماري إليزابيث وود